# Saint-émilion (AOC)
Pour les articles homonymes, voir Saint-Émilion (homonymie).
Le saint-émilion est un vin rouge français d'appellation d'origine contrôlée (appellation d'origine protégée au niveau européen) produit sur plusieurs communes autour de la ville de Saint-Émilion, dans le département de la Gironde.
Située dans le Libournais, une importante partie du vignoble de Bordeaux, son paysage viticole et la juridiction de Saint-Émilion sont inscrits depuis 1999 au patrimoine mondial de l'UNESCO.

## Historique

### Développement tardif
Le début de la viticulture autour de Saint-Émilion est attribué aux Romains. Ausone (Decimus Magnus Ausonius), préfet du prétoire des Gaules durant le Bas-Empire romain, aurait été propriétaire d'un villa à Saint-Émilion (d'où le Château Ausone). Les restes d'une autre villa remontant à la fin du IVe siècle ont été fouillées au Palat (aujourd'hui le Château La Gaffelière) en 1969-1971 puis en 1982-1988.

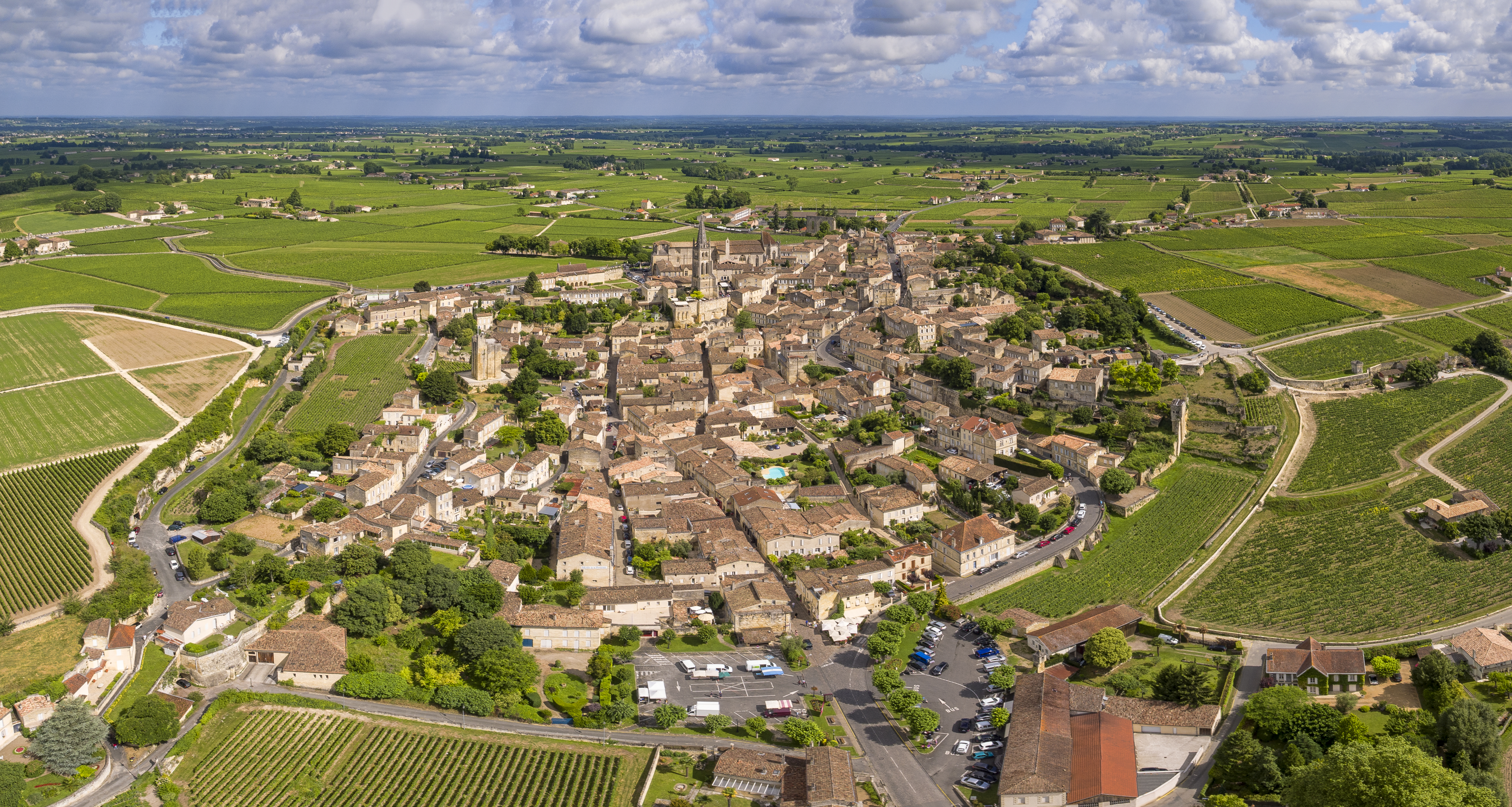
Saint-Émilion vue du sud en juillet 2016, au bâti resté groupé malgré l'arasement des murailles du XIIIe siècle, le tout entourée de vignes.

Au haut Moyen Âge, le territoire est décrit comme sauvage ; un ermitage troglodyte s'y installe, marqué par le moine Emilianus (Émilion de Combes, d'origine bretonne) qui meurt en 767. Le site attire, d'où l'installation d'une communauté de moines bénédictins, remplacés au début XIIe siècle par des chanoines augustins, le creusement de l'église souterraine et le développement d'une petite ville, qui est ceinte de murailles à partir du XIIIe siècle. Durant le reste du Moyen Âge, Saint-Émilion produit plus de blé que de raisin, la vigne étant défavorisée jusque-là par la propriété ecclésiastique (les terres de Saint-Émilion avaient pour seigneur le chapitre de la cathédrale de Bordeaux) et par les petits ports de Pierrefitte (à Saint-Sulpice-de-Faleyrens) et de Libourne (les exportations devaient passer par Bordeaux jusqu'en 1728).

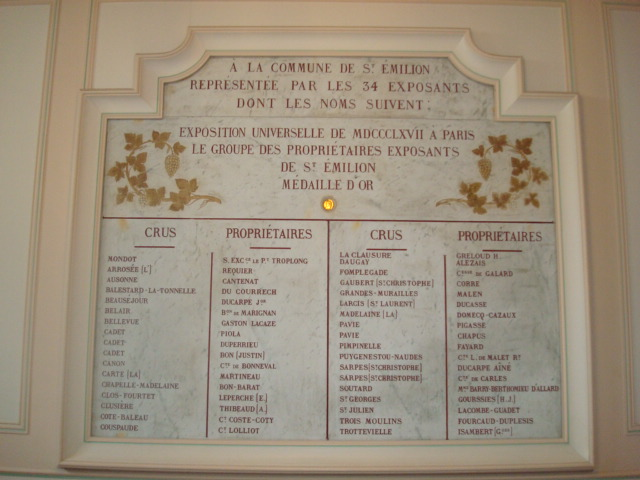
Plaque dans le hall d'entrée de Saint-Émilion, donnant la liste des vins présentés à l'exposition de 1867.

La viticulture ne se développe dans le Libournais qu'à partir du milieu du XVIIIe siècle, destinée à fournir le Nord de la France et les Flandres (l'Angleterre se fournissant rive gauche). En 1817, la commune de Saint-Émilion compte 980 ha de vigne ; en 1847, 1 028 ha (40 % de la surface) ; en 1873, 1 500 ha, évoluant donc vers la monoculture. Aucun vin de Saint-Émilion ne figure dans le classement des vins de Bordeaux réalisé à l'occasion de l'exposition universelle de 1855, car ils dépendent pour leur vente des négociants de Libourne (et non ceux des Chartons) et sont vendus beaucoup moins chers que ceux de la rive gauche. 37 saint-émilions furent tout de même présentés lors de l'exposition universelle de 1867 à Paris, recevant collectivement une médaille d'or ; puis durant l'exposition de 1889, 60 saint-émilions remportèrent le grand prix.

### Délimitation de l'appellation
Le « syndicat viticole et agricole de Saint-Émilion » et celui de Lalande-de-Pomerol affirment chacun être le premier de France, le saint-émilionnais datant du 7 décembre 1884 tandis que le lalandais du 18 février 1884, soit au moment de la légalisation des syndicats (loi Waldeck-Rousseau du 21 mars 1884) ; l'argument en faveur de Saint-Émilion est que celui de Lalande était alors une association de circonstances dont l'objectif était de traiter les vignes phylloxérées, et pas une association professionnelle ayant pour but de valoriser la production viticole (d'où un nouveau nom en date du 5 mai 1889). Un des rôles du syndicat est de défendre le nom de leur vin, qui pouvait être utilisé par n'importe quel autre producteur, notamment des communes voisines. En 1890, est fondé le « syndicat de la juridiction de Saint-Émilion » regroupant des producteurs des communes de Saint-Christophe-des-Bardes, Saint-Étienne-de-Lisse, Saint-Hippolyte, Saint-Laurent-des-Combes, Saint-Pey-d'Armens, Saint-Sulpice-de-Faleyrens et Vignonet, revendiquant le droit à l'appellation car elles faisaient partie de l'ancienne juridiction. Le bras de fer juridique (la cour d'appel de Bordeaux excluant les communes voisines en 1908) se poursuit, jusqu'à la fusion des deux syndicats le 1er février 1920. En conséquence, le tribunal civil de Libourne limite le 24 novembre 1921 l'aire d'appellation d'origine saint-émilion à l'ancienne juridiction, ce qui exclue Lussac, Montagne, Parsac, Puisseguin et Saint-Georges. Le même jour, le tribunal autorise les producteurs de ces communes à ajouter « Saint-Emilion » après le nom de leur commune pour la commercialisation des vins (confirmé par la cour d'appel de Bordeaux le 26 février 1923), ainsi que l'appellation « Sables-Saint-Emilion ». Le 26 février 1928, la cour d'appel de Bordeaux exclut les communes de Monbadon (réuni à Puisseguin) et de Saint-Cibard de l'aire d'appellation. La coopérative, l'« Union de Producteurs de Saint-Émilion », est fondée le 26 septembre 1931 par sept producteurs.
Le 14 novembre 1936, une série de décrets définit les aires de production des appellations contrôlée saint-émilion (sur huit communes), saint-georges-saint-émilion (sur Saint-Georges, hameau de Montagne), puisseguin-saint-émilion (sur Puisseguin), montagne-saint-émilion (sur Montagne), lussac-saint-émilion (sur Lussac) et parsac-saint-émilion (sur Parsac) ; ces appellations ont alors les mêmes cépages autorisés (cabernet, malbec ou pressac, bouchet et merlot), le même niveau de sucre minimum dans le moût (170 g/l), le même degré d'alcool minimum (10°) et le même rendement maximal (42 hl/ha en moyenne sur cinq ans). En 1937, se rajouta l'appellation « Sables Saint-Émilion », produit dans la vallée sableuse au sud et à l'ouest des coteaux de Saint-Émilion ; cette dernière appellation est intégrée à l'appellation saint-émilion en 1973.
En 1954, l'appellation saint-émilion est complétée par celles « Saint-Emilion premier grand cru classé » et « Saint-Emilion grand cru classé » (sic), ayant le même cahier des charges et ayant fait l'objet d'un classement homologué par l'INAO ; les deux dernières fusionnant en une seule appellation en 1984, avec un cahier des charges spécifique et plus exigeant,. Le cahier des charges du saint-émilion a été modifié en 2009, en 2011 et en 2023.

## Vignoble
| \| Bordeaux Saint-émilion \| Localisation de l'appellation · au sein du vignoble de Bordeaux. |
| Bordeaux Saint-émilion                                                                        |

Le vignoble produisant le saint-émilion se situe dans le département de la Gironde, dans la partie du vignoble de Bordeaux appelée le Libournais, sur la rive droite de la Dordogne.
L'aire d'appellation est de 5 400 hectares, ce qui représente 67,5 % de la superficie totale des communes productrices (Saint-Émilion, Saint-Christophe-des-Bardes, Saint-Hippolyte, Saint-Étienne-de-Lisse, Saint-Laurent-des-Combes, Saint-Pey-d’Armens, Saint-Sulpice-de-Faleyrens, Vignonet et une partie de la commune de Libourne) et 6 % de l'ensemble du vignoble de Bordeaux. À proximité, les communes plus au nord ont le droit de produire les quatre « appellations satellites » : saint-georges-saint-émilion, montagne-saint-émilion, lussac-saint-émilion et puisseguin-saint-émilion (plusieurs auteurs y rajoutent les deux dénominations de l'appellation côtes-de-bordeaux que sont le castillon et le francs).
L'aire de production (la surface déclarée) du saint-émilion était pour la récolte 2005 de 1 753 ha, auquel on peut rajouter les 3 851 de l'appellation saint-émilion grand cru. En 2023, les surfaces étaient de 1 091 ha en appellation saint-émilion et de 4 177 ha en saint-émilion grand cru.

### Géologie et pédologie
Le vignoble de Saint-Émilion et celui de ses « appellations satellites » (montagne-saint-émilion, puisseguin-saint-émilion, saint-georges-saint-émilion, lussac-saint-émilion, castillon et francs) occupent un plateau découpé par des vallons, dont les sommets sont formés de calcaires à Astéries datant du Rupélien (Oligocène supérieur) avec une épaisseur de 10 à 15 mètres marneux dans leur partie inférieure, des versants formés d'argiles vertes carbonatées (nodules blanchâtres) et de sables feldspathiques, puis des molasses du Fronsadais.
La partie méridionale de l'appellation saint-émilion descend les différentes terrasses sableuses et graveleuses : haute du Mindel, moyenne du Riss et basse du Würm (Pléistocène),.
En ce qui concerne les sols, on distingue :
- au centre de l’aire d’appellation, un plateau calcaire à Astéries où plusieurs types de sols existent :
  - à l’ouest de la cité de Saint-Émilion, les sols sont calcaires, peu épais ;
  - à l’est, les sols sont argilo-calcaires et peu épais ;
  - au centre du plateau, les sols sont épais et limono-argileux. Cette couche épaisse de deux mètres, correspondrait à l’altération d’une couche de molasse de l’Agenais déposée à l’Oligocène sur le calcaire à astéries ;
  - Autour de ce plateau, sur les versants à plus forte déclivité au sud et à l’ouest qu’au nord, la molasse du Fronsadais affleure, les sols sont calcaires, argilo-limoneux ;
- au nord-ouest, en bordure de l’appellation pomerol, sur la haute terrasse d’alluvions quaternaires de l’Isle se sont développées des sols sablo-argileux et graveleux ;
- au sud, dans la plaine de la Dordogne, sur les alluvions quaternaires se sont développés des sols sablo-graveleux.

### Climatologie
C'est un climat tempéré de type océanique, assez chaud pour permettre la culture des vignes même sur terrain plat. La pluviométrie est répartie de manière assez homogène tout au long de l'année avec des automnes plutôt pluvieux. L'arrivée plus précoce des perturbations entraine une année difficile. Au contraire, les années à belle arrière-saison assurent de bons millésimes. Les températures donnent des hivers doux et des étés relativement chauds. Le bon ensoleillement assure une bonne maturité au raisin.
La station météorologique de Météo-France à Saint-Émilion (44° 55′ 04″ N, 0° 11′ 17″ O, près de Cheval Blanc, à 38 mètres d'altitude), fournit des relevés depuis 1995.
| Mois                              | jan. | fév.  | mars  | avril | mai  | juin  | jui.  | août | sep.  | oct. | nov.  | déc. | année |
| --------------------------------- | ---- | ----- | ----- | ----- | ---- | ----- | ----- | ---- | ----- | ---- | ----- | ---- | ----- |
| Température minimale moyenne (°C) | 3,3  | 3,1   | 5,2   | 7,6   | 11   | 13,8  | 15,1  | 14,9 | 11,8  | 9,6  | 5,8   | 3,6  | 8,7   |
| Température moyenne (°C)          | 6,6  | 7,3   | 10,3  | 13,1  | 16,6 | 19,8  | 21,5  | 21,5 | 18,2  | 14,9 | 9,8   | 7,1  | 13,9  |
| Température maximale moyenne (°C) | 9,9  | 11,6  | 15,4  | 18,6  | 22,2 | 25,9  | 27,8  | 28   | 24,7  | 20,1 | 13,8  | 10,5 | 19    |
| Ensoleillement (h)                | 77,8 | 125,8 | 164,2 | 199   | 222  | 248,7 | 272,9 | 255  | 226,9 | 156  | 101,5 | 92,4 | 2 142 |
| Précipitations (mm)               | 78,2 | 61,5  | 58    | 72,4  | 68,1 | 58,2  | 47,7  | 55,2 | 62    | 61,4 | 91,4  | 84   | 798,1 |

### Encépagement
Pour produire l'appellation, les producteurs ont droit de planter leurs parcelles avec les cépages suivants : le cabernet franc N, le cabernet sauvignon N, le carménère N, le côt N (ou malbec), le merlot N et le petit verdot N (ce dernier comme cépage accessoire, limité à 10% de l'encépagement).

### Rendements
Selon le cahier des charges de l'appellation, le rendement maximal est fixé à 53 hectolitres par hectare, avec un rendement butoir à 63 hl/ha. En 2023, le rendement moyen a été de 45 hl/ha. Le vin doit présenter après fermentation un degré alcoolique minimum de 11,0 % vol.
Pour référence, Le volume produit en 2005 était de 84 600 hectolitres (auxquels on peut rajouter les 156 380 hl de l'appellation saint-émilion grand cru). En 2023, la production était respectivement de 48 935 (saint-émilion) et de 173 598 hl (saint-émilion grand cru). Les rendements moyens déclarés récemment sont :
| Année | Superficie (ha) | Production (hl) | Rendement (hl/ha) |
| ----- | --------------- | --------------- | ----------------- |
| 2019  | 1 149           | 59 273          | 52                |
| 2020  | 1 082           | 47 120          | 44                |
| 2021  | 1 202           | 33 534          | 28                |
| 2022  | 1 103           | 57 189          | 52                |
| 2023  | 1 092           | 48 936          | 45                |
| 2024  | 1 148           | 49 503          | 43                |

## Vins

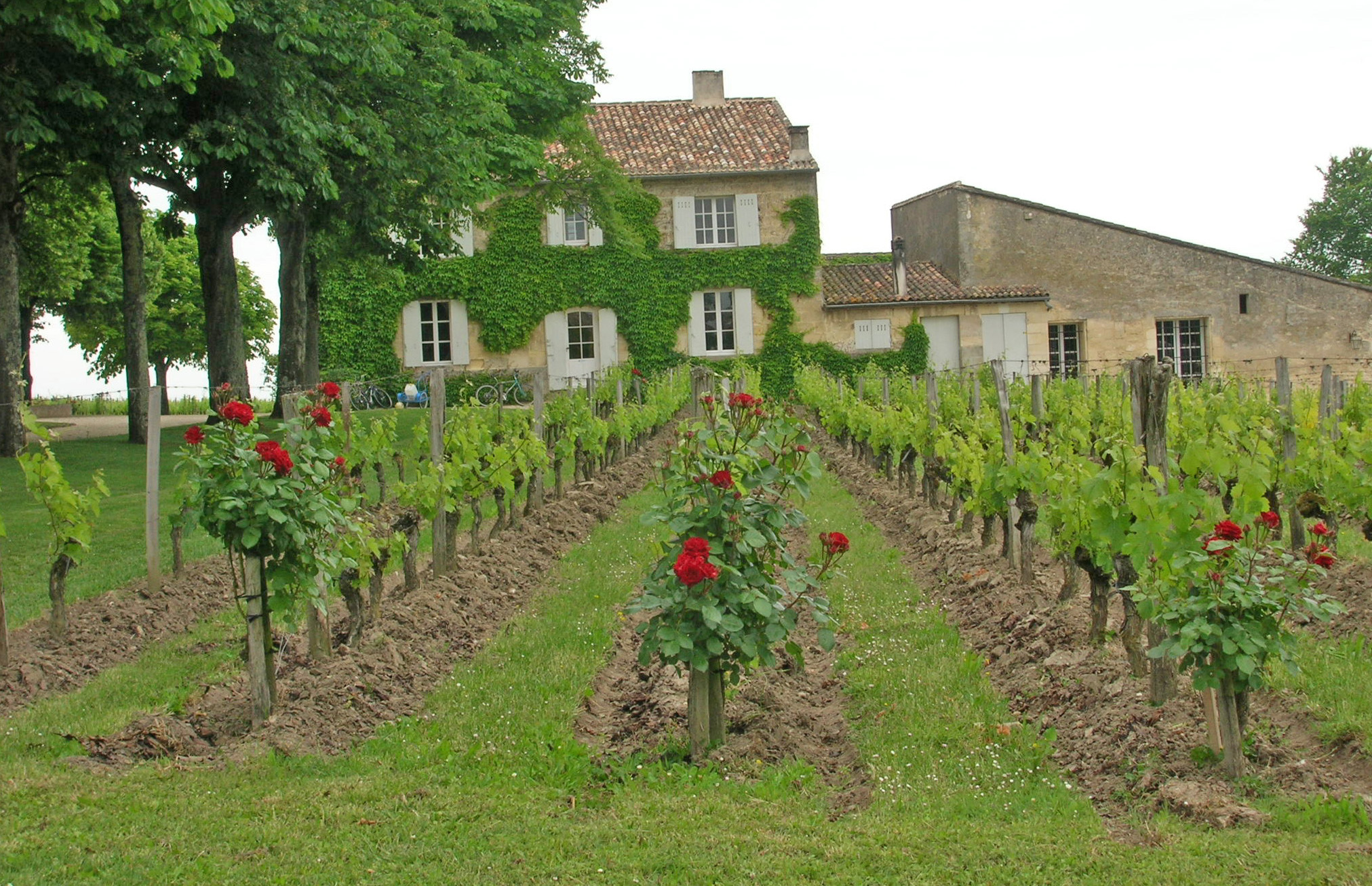
Vignes du Clos Fourtet avec les rosiers plantés en bout de rang.

Les vins de Saint-Émilion sont des vins d'assemblage de différents cépages. Les trois principaux sont le merlot (60 % de l'encépagement), le cabernet franc (ou bouchet, près de 30 %) et le cabernet sauvignon (environ 10%).

### Classement
Les vins ayant le droit de porter sur l'étiquette les mentions «grand cru classé» ou «premier grand cru classé» sont tous sous l'appellation saint-émilion grand cru.

### Hiérarchie des prix
Le prix de vente des vignes ayant droit à l'appellation saint-émilion est officiellement en 2023 de 270 000 euros l'hectare en moyenne (variant entre 180 000 et 5 000 000 €), à comparer avec les prix moyens du pomerol (2 millions l'ha, variant de 1,3 à 7), des prix qui ne sont dépassés que pour du pauillac ou des grands crus bourguignons; une autre comparaison peut être faite avec les prix pour un hectare des appellations satellites (à 80 000 €/ha, de 40 000 à 110 000), pour de l'appellation générique bordeaux rouge (à 9 000 €/ha, variant de 4 000 à 17 000) ou de la terre agricole en Gironde (à une moyenne de 7 590 €/ha.
Pour une comparaison entre les appellations, on peut prendre les prix pratiqués (en € pour une tonneau de 900 litres) officiellement pour le calcul des fermages en 2023, qui fournissent une hiérarchie :
- 833,5 € (92,5 €/hl) pour du bordeaux rouge ;
- 1 098 € (122 €/hl) pour du côtes-de-bordeaux ;
- 2 008 € (223 €/hl) pour du lussac-saint-émilion ;
- 2 299 €  (255,5 €/hl) pour du montagne-saint-émilion ou du saint-georges-saint-émilion ;
- 2 428 € (270 €/hl) pour du puisseguin-saint-émilion ;
- 3 708 € (412 €/hl) pour du saint-émilion ;
- 9 230 € (1 025,5 €/hl) pour du pomerol.

Les prix dans le commerce sont évidemment bien plus élevés, variant considérablement en fonction du nom du producteur.

### Gastronomie et dégustation
Rubis dans leur jeune âge, les saint-émilion évoluent vers une couleur grenat soutenu après quelques années de garde.
Les saint-émilion développent des arômes frais et fruités (groseille, fraise sauvage). Des notes d'épices, de vanille discrète se mêlent à la palette après un élevage sous bois. Le bouquet peut développer une multitude de nuances liées à l'évolution : fleurs, cacao, fumée, cuir, grillé se marient au fruit initial. Si le vin est jeune, ses arômes seront frais et fruités tandis que plus vieux, il dégagera des parfums de fruit à l’eau-de-vie, de cuir sauvage ou de grillé.
Amples et certes très divers selon leur terroir d'origine, les saint-émilion ont du grain. Leur structure, étayée par des tanins solides, s'arrondit avec le temps et s'enveloppe, dans les bons millésimes, d'une chair savoureuse.
Le saint-émilion s'associe avec la charcuterie, la selle d'agneau provençale, le pintadeau aux girolles, la gigue (cuisse) de chevreuil grand veneur, et les escalopes à la basquaise.